# Hemaris beresowskii
Hemaris beresowskii (лат.) — вид бабочек рода шмелевидки из семейства Бражники. Китай (Henan; Yunnan; Sichuan).

## Описание
Размах крыльев около 4 см. Передние крылья с прозрачной дискальной (радиокубитальная) ячейки, которая обычно продольно разделена. Внешне напоминают шмелей (брюшко сверху пушистое, усики веретеновидные). Пьют нектар не садясь на цветки, а зависают возле них в воздухе. Летают в мае-июле.
Задние крылья обладают сходством с видом Hemaris ottonis. Вид был впервые описан в 1897 году русским энтомологом и натуралистом Сергеем Николаевичем Алфераки
.